# Милидавска гора
Милидавска гора или Милидовска гора (блр. Мілі́даўская гара; рус. Милидовская гора) узвишење је у виду брда у Смаргоњском рејону на североистоку Гродњенске области у Републици Белорусији. Има надморску висину од 320 метара и после Замкавске горе (323 м) највиши је врх области. Део је Ашмјанског побрђа.
Формирана је пре око 130 до 150 хиљада година у време сожске глацијације. Представља моренско узвишење глиновите и шљунковите структуре, са стеновитом основом. Нагиб стране на северозападном делу достиже до 35%, док је јужни део благо нагет (свега 10%).
Највиши делови су обрасли шумама, док је подножје прекривено ораницама.
Милидавска гора има статус геолошко-геоморфолошког споменика природе од републичког значаја.